# Tanaecia
Tanaecia es un género de Lepidoptera, de la familia Nymphalidae (subfamilia Limenitidinae), cuenta con 29 especies reconocidas científicamente.

## Especies
- Tanaecia borromeoi (Schröder, 1977)
- Tanaecia calliphorus (C. & R. Felder, 1861)
- Tanaecia cibaritis (Hewitson, 1874)
- Tanaecia dodong (Schröder & Treadaway, 1978)
- Tanaecia howarthi (Jumalon, 1975)
- Tanaecia flora (Butler, 1873)
- Tanaecia iapis (Godart, 1824)
- Tanaecia lepidea (Butler, 1868)
- Tanaecia cocytus (Fabricius, 1787)
- Tanaecia godartii (Gray, 1846)
- Tanaecia pelea (Fabricius, 1787)
- Tanaecia palguna (Moore, 1858)
- Tanaecia munda (Fruhstorfer, 1899)
- Tanaecia aruna (C. & R. Felder, 1860)
- Tanaecia orphne (Butler, 1870)
- Tanaecia clathrata (Vollenhoven, 1862)
- Tanaecia julii (Lesson, 1837)
- Tanaecia coelebs (Corbet, 1941)
- Tanaecia amisa (Grose-Smith, 1889)
- Tanaecia elone (de Nicéville, 1893)
- Tanaecia jahnu (Moore, [1858])
- Tanaecia leucotaenia (Semper, 1878)
- Tanaecia susoni (Jumalon, 1975)
- Tanaecia trigerta (Moore, 1858)
- Tanaecia palawana(Staudinger, 1889)
- Tanaecia valmikis(C. & R. Felder, 1867)
- Tanaecia lutala (Moore, 1859)
- Tanaecia ampla (Butler, 1901)
- Tanaecia vikrama (C. & R. Felder, [1867)

## Localización
Las especies de este género biológico, se encuentran distribuidas en el sudeste de Asia y Australasia. 